# Авенија баобаба
Авенија баобаба (фр. Allée des baobabs) је назив за део земљаног пута (Пут бр. 8) између градова Мурундаве и Белони Цирибихине у региону Менабе на западу Мадагаскара, који је са обе стране окружен десетинама импозантних стабала Грандидијеовог баобаба (Adansonia grandidieri).Овај јединствени пејзаж представља један од најпознатијих симбола Мадагаскара и једну од најпосећенијих туристичких атракција у земљи. У јулу 2007. године, подручје је добило статус привремене заштите, а 2015. године проглашено је за споменик природе, што га чини првим заштићеним природним спомеником на Мадагаскару.

## Опис
Авенију чини група од 20 до 25 стабала Грандидијеовог баобаба која се протежу дуж деонице пута од око 260 метара. Околна подручја такође садрже још неколико десетина стабала ове врсте. Дрвеће, старо и до 800 година, високо је и до 30 метара и представља остатак некада густе суве листопадне шуме која је покривала овај део Мадагаскара. Посебно је упечатљив призор током изласка и заласка сунца, када се силуете дрвећа истичу на хоризонту.

## Историја настанка пејзажа
Иако изгледа као пажљиво засађена алеја, Авенија баобаба је заправо пејзаж који је настао деловањем човека. Стабла баобаба нису засађена дуж пута, већ представљају последње остатке густе шуме која је вековима крчена ради стварања пољопривредног земљишта за узгој пиринча, кукуруза и других култура. Локално становништво је поштовало баобабе и остављало их нетакнуте, како због њихове корисности, тако и због традиционалних веровања. Тако је настао јединствен пејзаж где усамљени џинови доминирају над околним пољима и саваном.

## Флора и фауна
Подручје око Авеније баобаба, иако значајно измењено људским активностима, и даље је дом различитим биљним и животињским врстама, од којих су многе ендемске за Мадагаскар. Баобаби сами по себи представљају важан део екосистема. Њихови цветови, који се отварају ноћу, опрашују лемури и слепи мишеви, а њихови плодови и листови служе као храна и извор воде за многе животиње. У околним шикарама и мочварама живи велики број врста птица, гмизаваца и водоземаца.

## Туристички значај
Авенија баобаба је једна од најпознатијих туристичких дестинација на Мадагаскару. Посетиоци из целог света долазе да виде овај јединствени призор, посебно у зору и сумрак када светлост ствара драматичне сенке и боје. Туризам представља важан извор прихода за локалну заједницу, али истовремено доноси и изазове у погледу одрживости и заштите подручја.

## Угроженост и заштита
Иако су сама стабла поштеђена директног крчења, Авенија баобаба се суочава са бројним претњама:
- Деградација станишта: Ширење пољопривредних површина, ерозија земљишта и пожари угрожавају околни екосистем.
- Недостатак природне регенерације: Стока која пасе на овом подручју често уништава младе изданке баобаба, спречавајући природно обнављање популације.
- Неодрживи туризам: Неконтролисани прилив туриста може довести до сабијања земљишта око дрвећа и узнемиравања дивљих животиња.

Као одговор на ове претње, Влада Мадагаскара, у сарадњи са локалним заједницама и међународним невладиним организацијама попут "Fanamby", прогласила је ово подручје заштићеним спомеником природе 2015. године. Пројекти заштите укључују пошумљавање, развој екотуризма, едукацију локалног становништва и тражење одрживих извора прихода за заједницу.

## Галерија
- Поглед на стабла Грандидијеовог баобаба
- Панорамски поглед на Авенију
- Грандидијеови баобаби
- Авенија баобаба у сумрак